# Campo Formoso
Campo Formoso is een gemeente in de Braziliaanse deelstaat Bahia. De gemeente telt 68.101 inwoners (schatting 2009).

## Geboren
- Jefferson Nascimento (1988), voetballer